# Paide (comune rurale)
Paide era un comune rurale dell'Estonia centrale, nella contea di Järvamaa. Il comune  nel 2017 è stato inglobato nel comune urbano (in estone linn) di Paide.
Il capoluogo del comune rurale era comunque la città di Paide.

## Località
Oltre al capoluogo, il comune comprende 28 località (in estone küla):
Anna - Eivere - Kirila - Korba - Kriilevälja - Mäeküla - Mäo - Mustla - Mustla-Nõmme - Mündi - Nurme - Nurmsi - Ojaküla - Otiku - Pikaküla - Prääma - Puiatu - Purdi - Sargvere - Seinapalu - Sillaotsa - Sõmeru - Suurpalu - Tarbja - Valgma - Veskiaru - Viraksaare - Võõbu.